# Zincourt
Zincourt település Franciaországban, Vosges megyében. Lakosainak száma 76 fő (2022. január 1.). Zincourt Châtel-sur-Moselle, Domèvre-sur-Durbion, Hadigny-les-Verrières, Pallegney és Vaxoncourt községekkel határos.

## Népesség
A település népessége az elmúlt években az alábbi módon változott:
| Lakosok száma | 90   | 89   | 83   | 80   | 77   | 77   | 76   | 76   |
|               | 2013 | 2015 | 2017 | 2018 | 2019 | 2020 | 2021 | 2022 |